# Таманду американський
Таманду американський (Tamandua tetradactyla) — вид ссавців з родини Мурахоїдові (Myrmecophagidae).

## Поширення
Країни проживання: Аргентина; Болівія; Бразилія; Колумбія (материк); Еквадор (материк); Французька Гвіана; Гаяна; Парагвай; Перу; Суринам; Тринідад і Тобаго; Уругвай; Венесуела. Висота проживання простягається від рівня моря до 2000 м над рівнем моря. Вид адаптується до різних місць проживання, у тому числі галерейних лісів прилеглих до савани, низовинних і гірських вологих тропічних лісів, а також мангрових заростей.

## Морфологія
Голова і тіло довжиною від 535 до 880 мм, довжина хвоста від 400 до 590 мм. Важить в середньому 4.5 кг. Має світло-бежеве або золотисте хутро з чорним "жилетом", але рівномірне від жовтувато-коричневого до чорного забарвлення також трапляється. Недавні дослідження показали, що існують значні морфологічні відмінності між субпопуляціями на північ і південь від річки Амазонки. Не має зубів, але має значний до 40 см циліндричний язик. Цей напівдеревний вид має чіпкий хвіст, який він використовує як п'яту кінцівку при підйомі. З поганим зором, T. tetradactyla знаходить їжу, використовуючи гарний нюх.

## Стиль життя
Як правило, це поодинока тварина. В основному веде нічний спосіб життя, але іноді проявляє активність протягом дня. Відпочиває протягом дня в порожнистих стовбурах дерев або в норах інших тварин. В основному харчується мурахами й термітами, але також нападає на гнізда і їсть мед. Від 13 до 64 відсотків свого часу проводить на деревах. На землі тварина досить незграбна, не в змозі бігти галопом. Використовує свої потужні руки наділені довгими, вигнутими пазурами з метою самооборони.
Спаровування зазвичай відбувається восени. Вагітність триває від 130 до 150 днів і народжується одне маля раз на рік. При народженні малюк не нагадує своїх батьків; колір хутра коливається від білого до чорного. Він їздить на спині матері протягом певного періоду часу й іноді його кладуть на безпечну гілки, поки мати харчується. Максимальна тривалість життя записана у полоні: 9 років 6 місяців.

## Використання
T. tetradactyla іноді (недоречно) використовується як домашня тварина або споживається. Шкіра іноді використовується, щоб зробити вироби зі шкіри. Тварин продають приватним особам або зоопаркам, вони можуть бути залучені в торгівлі тваринами.

## Загрози та охорона
Немає великих загроз для виду, хоча в деяких частинах ареалу на нього полюють на м'ясо або для продажу. Втрата середовища існування, деградація, лісові пожежі й дорожній рух становлять загрозу в деяких областях. Проживає у ряді ПОТ.